# Gemeine Feuerwanze
Die Gemeine Feuerwanze (Pyrrhocoris apterus) ist eine Art aus der Familie der Feuerwanzen (Pyrrhocoridae). Die durch ihre Färbung sehr auffallende Art wird meist einfach Feuerwanze genannt, sie wird im Volksmund aber auch als Schuster- oder Feuerkäfer bezeichnet, also irrtümlich für einen Käfer gehalten. Die Tiere leben gesellig, so dass man sie in den von ihnen bevorzugten Biotopen häufig in großer Zahl findet.

## Merkmale

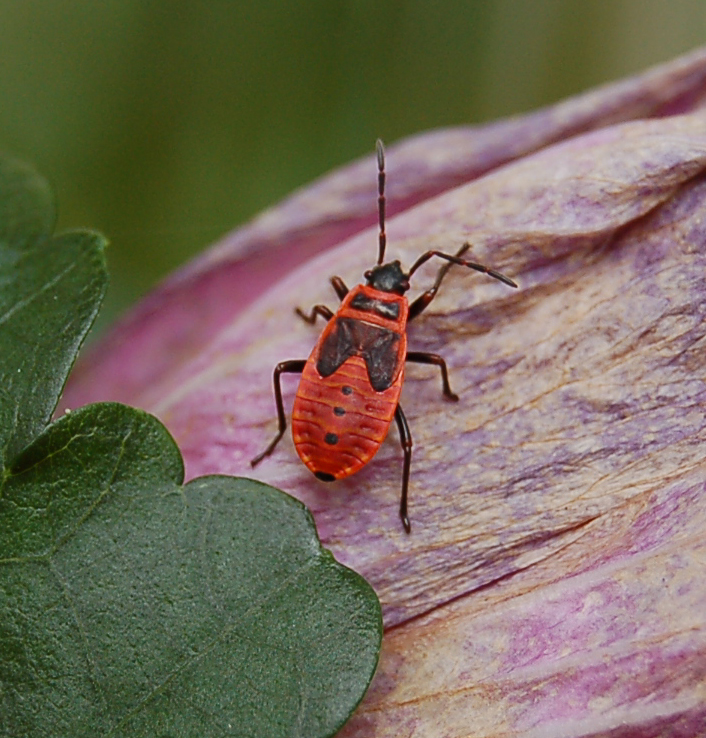
Nymphe

Die Gemeine Feuerwanze erreicht eine Körperlänge von 6,5 bis 12 Millimetern. Ihr Körperumriss ist oval, die Oberseite flach, die Unterseite gewölbt. Der recht dicke Kopf ist kaum länger als breit und in Aufsicht vor den Augen dreieckig, ohne Ocellen. An den recht kurzen und dicken, viergliedrigen Fühlern ist das dritte Glied kürzer als das zweite und das vierte. Der Halsschild (Pronotum) ist trapezförmig, seine Seiten scharfkantig oder schwielig verdickt.
Die Art ist durch ihre markante Färbung und Zeichnung fast unverwechselbar. Der Kopf und die Fühler sind schwarz gefärbt. Der Halsschild ist am Rand rot, in der Mitte trägt er einen annähernd rechteckigen, schwarzen Fleck, der oft in einen größeren vorderen und zwei kleinere hintere Teilflecke aufgelöst ist. Der (bei den vorwiegend kurzflügligen Tieren nicht abgesetzte) Clavus der Hemielytren ist schwarz gefärbt. Ihr Corium ist leuchtend rot, mit einem großen, kreisrunden schwarzen Fleck in der Mitte, meist befindet sich außerdem ein etwa dreieckiger, kleiner schwarzer Fleck weiter vorn und auch die Spitze ist schwarz gefärbt. Das Schildchen (Scutellum) ist schwarz. Am Hinterleib ist der schmale, etwas blattartige aufgebogene Seitenrand (Connexivum) rot, in der Mitte ist er schwarz gefärbt. Die Unterseite und die Beine sind schwarz.
Die Flügel von etwa 95 Prozent der Tiere sind verkürzt, worauf auch das Artepitheton („apterus“, von gr. ἄπτερος apteros ‚flügellos‘) hindeutet. Etwa 5 Prozent der Tiere sind voll geflügelt (makropter), bei ihnen sind Vorder- und Hinterflügel vorhanden und erreichen die Spitze des Hinterleibs. Doch obwohl die Flügel normal ausgebildet sind, sind die Tiere nicht flugfähig. Durch Experimente wurde nachgewiesen, dass die makropteren Tiere aber trotzdem als Ausbreitungsstadium für die Art dienen: Makroptere Feuerwanzen sind laufaktiver und legen längere Strecken zurück als brachyptere. Außerdem sind zumindest makroptere Weibchen auch unternehmungslustiger und experimentierfreudiger als kurzflügelige. Allerdings liegen anekdotische Berichte darüber vor, dass es, als sehr seltene Ausnahme, ganz gelegentlich doch flugfähige Tiere geben soll; diese haben möglicherweise bei der Arealausweitung nach Nordosten eine Rolle gespielt.
Langflügelige (makroptere) Tiere der Art werden gelegentlich mit der Ritterwanze (Lygaeus equestris) verwechselt. Die sehr ähnlich gefärbte, nur in Südeuropa vorkommende Scantius aegyptius ist am leichtesten an der rot gefärbten Unterseite des Hinterleibs unterscheidbar, außerdem ist der schwarze runde Fleck auf dem Corium meist etwas kleiner.
Die Nymphen besitzen einen überwiegend rot gefärbten Hinterleib, auf dem sich nur entlang des Rückens mehrere kleine schwarze Flecken befinden. Die Flügelscheiden der Hemielytren sind meist schwarz gefärbt.

## Verbreitung
Die Tiere sind in großen Teilen der Paläarktis verbreitet. Sie leben in der Mittelmeerregion, südlich bis Nordafrika, fehlen aber in Afrika südlich der Sahara und auf den Kanarischen Inseln. Das Verbreitungsgebiet erstreckt sich östlich über Zentralasien bis in den Westen Sibiriens, in den Norden Chinas und nach Pakistan.
Die Art hat sich in den vergangenen Jahrzehnten stark nach Norden hin ausgebreitet. Im Norden der britischen Inseln und Skandinaviens fehlt sie bis heute. Nordwestdeutschland und Schleswig-Holstein wurden erst im Laufe der 1940er Jahre kolonisiert. Sie fehlen, möglicherweise aus ökologischen Gründen, weitgehend an Teilen der nordwestlichen Küstenlinie (Ostfriesland bis Nordfriesland). Die Art steigt in den Alpen bis in eine Höhe von etwa 1.000 Metern.
Die Art wurde einmal verschleppt aus Nordamerika gemeldet, von wo aber seit 1896 keine offiziellen Nachweise vorliegen. In neuerer Zeit ist die Art, nach bisher unpublizierten Angaben, insbesondere im US-Staat Utah nahe Salt Lake City beobachtet worden.

## Biologie und Lebensweise

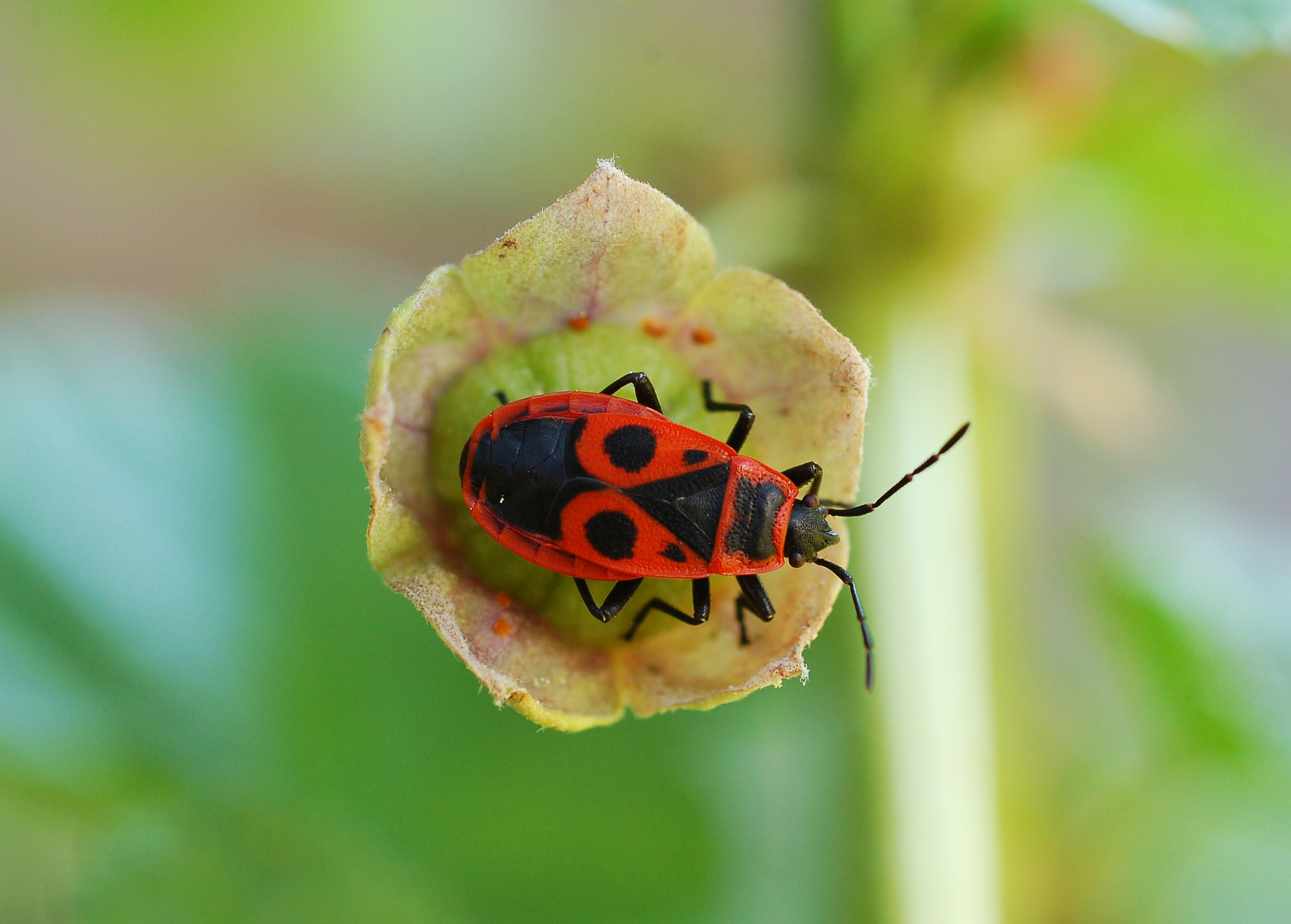
Gemeine Feuerwanze auf Frucht der Wilden Malve

Die Tiere sind bodenlebend, steigen aber gelegentlich in die Krautschicht oder an Baumstämmen auf. Sie sind Pflanzensäftesauger und saugen an den herabgefallenen Samen. Wichtigste Nahrungsquelle der Art in Europa sind Samen von Linden-Arten (Tilia spp.). Daneben findet man sie an den Samen von krautigen Malvengewächsen wie beispielsweise Hibiskus (Hibiscus), Eibisch (Althaea) und Malven (Malva), die in großen Teilen des Verbreitungsgebiets ihre Hauptnahrung sind. Eine weitere, oft genutzte Nahrungsquelle sind Samen der aus Amerika eingeführten Robinie (Robinia pseudoacacia), die zu den Schmetterlingsblütlern gehört. Zahlreiche andere Angaben von Wirtspflanzen beruhen auf seltenen Zufallsbeobachtungen oder Notnahrung und gehören nicht zum normalen Nahrungsspektrum der Art. Sie saugen gelegentlich wohl auch an Insekteneiern und toten Insekten. Auch Kannibalismus ist dokumentiert, wobei vor allem ältere Nymphen junge, frisch gehäutete aussaugen.

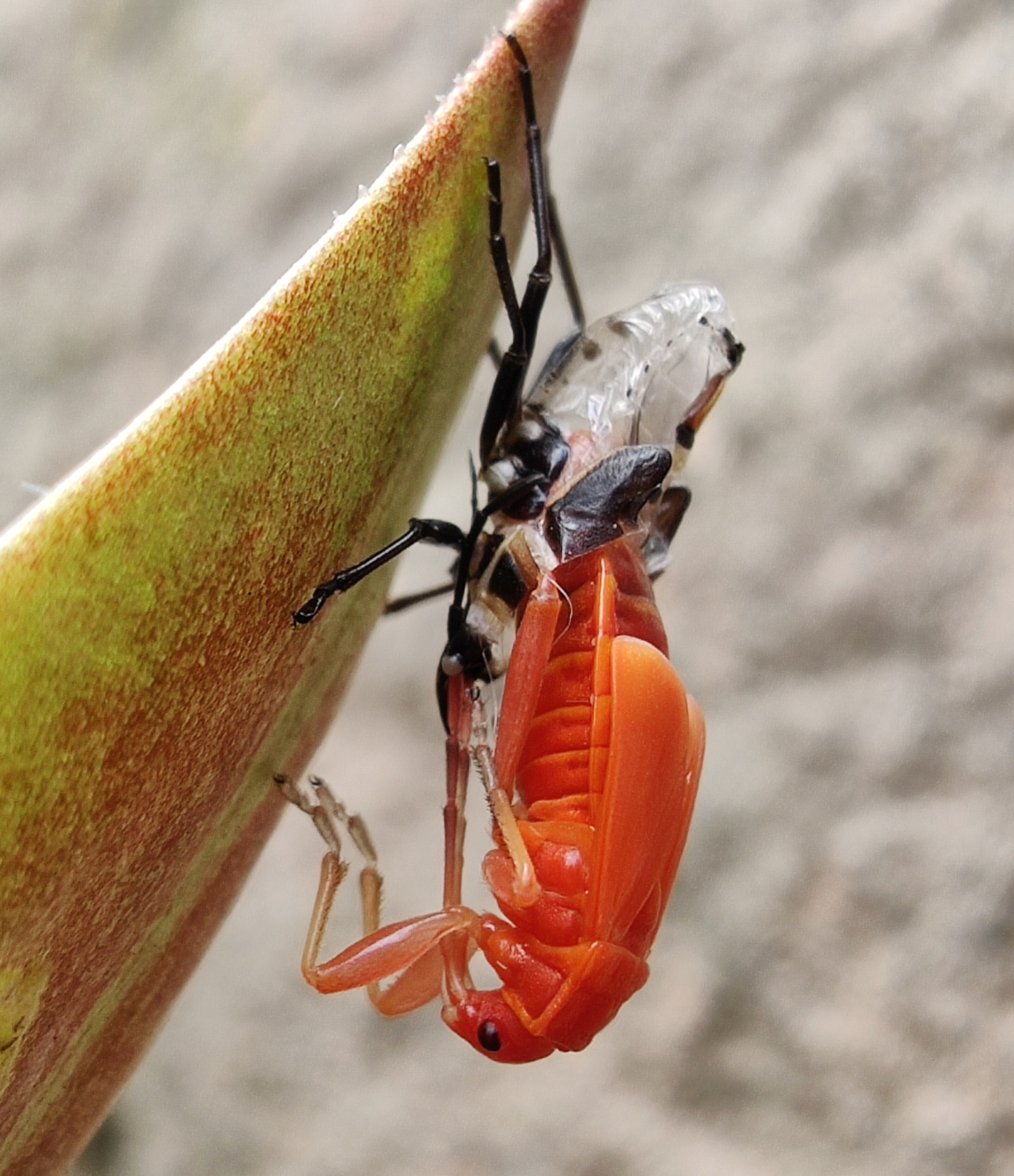
Gemeine Feuerwanze während der Häutung

Die Art entwickelt sich über fünf Nymphenstadien. Unter günstigen Bedingungen, bei der Zucht im Labor, werden die ersten vier Stadien in 10 bis 14 Tagen durchlaufen, das fünfte benötigt zusätzlich etwa 7 bis 10 Tage. Im Freiland dauert die Entwicklung aber erheblich länger. Die Entwicklung vom Ei bis zum imaginalen Insekt benötigt hier etwa zwei bis drei Monate. Imaginale Feuerwanzen leben etwa zwei Monate bis ein Jahr, gelegentlich bis beinahe zwei Jahre lang. Begattete Weibchen legen ihre Eier in kleinen Eigelegen aus etwa 40 bis 80 Eiern in kleine, teilweise selbst ausgescharrte Höhlungen im Boden ab. Das Weibchen bewacht das Gelege einige Zeit. Die Tiere überwintern als Imagines. Weibchen legen meist erst nach der Überwinterung, im April oder Mai, Eier ab. In Mitteleuropa besitzt die Art also meist nur eine Generation pro Jahr (univoltin). Die Diapause ist aber fakultativ, in günstigen, warmen Jahren kommt eine partielle zweite Generation vor.
Die Gemeine Feuerwanze kommt häufig in Aggregationen mit unterschiedlichen Entwicklungsstadien vor. Man kann häufig Hunderte von Tieren an sonnigen Plätzen oder am Stammfuß von Linden finden. Die Aggregationen werden durch Pheromone zusammengehalten. Durch die Aussonderung von Wehrsekreten, die auch als Alarmpheromon wirken, lösen sich diese aber rasch auf.
Aus Experimenten ist bekannt, dass die rotschwarze Färbung der Tiere eine Warnfärbung ist, die Tiere werden von Singvögeln meist verschmäht und nur selten gefressen. Obwohl die Tiere vermutlich nicht wohlschmeckend sind, erwies sich aber eine mögliche Giftwirkung als sehr gering. Es wird angenommen, dass die Vögel vor allem die ähnlich gefärbten, weit besser verteidigten Ritterwanzen (und verwandte Arten der Bodenwanzen) mit Gefahr assoziieren und anschließend auch die ähnlich gefärbten Feuerwanzen meiden (Bates’sche Mimikry).

## Beziehung zum Menschen
Unter gärtnerischen Gesichtspunkten gelten Feuerwanzen als unschädlich, werden aber wegen ihres massenhaften Auftretens manchmal als sogenannte Lästlinge verfolgt. Mit Häckselmaterial der Balsamtanne kann man verhindern, dass sich erwachsene Wanzen entwickeln, die sich vermehren können. Grund dafür ist eine als Juvabion bezeichnete Substanz aus der Gruppe der Sesquiterpene, die als Analogon zum Juvenilhormon wirkt.

## Taxonomie und Systematik
Die Art wurde von Carl von Linné, als Cimex apterus, erstbeschrieben. Synonyme sind Pyrrhocoris gregarius (Goeze, 1778), Pyrrhocoris sordidus Jakovlev, 1880, Pyrrhocoris pseudoapterus Ahmad & Perveen, 1986. Die Gattung Pyrrhocoris ist in der Paläarktis mit sechs, in Mitteleuropa mit zwei Arten verbreitet. Die weitaus seltenere Pyrrhocoris marginatus ist durch die völlig abweichende Färbung (Hemielytren schwarz oder schwarzbraun, mit gelbem Rand) unverwechselbar. Die einzige weitere europäische Art, Pyrrhocoris niger, ist ein Endemit der Insel Kreta.